# 鳳電車区
鳳電車区（おおとりでんしゃく）は、大阪府堺市西区にある西日本旅客鉄道（JR西日本）の乗務員が所属する組織である。
本項ではかつての日本国有鉄道（国鉄）およびJR西日本の車両基地としての鳳電車区および、併設されていた吹田工場鳳電車職場についても記述する。

## 概要
1944年5月の南海鉄道山手線買収に際し、大阪鉄道局天王寺管理部（のち天王寺鉄道管理局）が同社の鳳車庫および工場を引き継いだもので、その前身は南海が1940年に吸収合併した阪和電気鉄道の車庫および工場にさかのぼる。
阪和線の国鉄編入後も一貫して同線の車両基地として所属車両の管理に当たり、1973年の関西本線湊町駅（現在のJR難波駅間） - 奈良駅電化後は同線の車両も管理していたが、所属車両が増加したことで構内が手狭となったため、1978年10月に鳳電車区日根野支区を格上げして日根野電車区とし、配置車両は日根野電車区に転属となり、鳳電車区は車両配置のない乗務員区所となった。その後、組織変更があり、1997年3月からは日根野電車区鳳派出所として機能していたが、2012年6月1日に検修体制の見直しにより、日根野電車区から分離され、検修部門が吹田総合車両所日根野支所鳳派出となり、運転士のみが所属する乗務員区所へと変更された。
このほか、鳳電車区天王寺派出所が設置されていた。

## 配置車両の車体に記される略号
大阪鉄道局天王寺管理部時代の1944年5月から1950年7月までは、大阪鉄道局の略号「大」と、鳳の電報略号を組み合わせた「大オト」を用い、1950年8月に天王寺管理部が湊町・松阪の各管理部と統合して天王寺鉄道管理局（略号「天」）が発足したことに伴い、「天オト」に変更された。

## 所属車両
鳳電車区としては1978年9月まで車両が配置されていた。
- 381系電車 - 営業入り前の試運転期間中のみ配置されていた。
- 113系電車 - 阪和線向けと関西本線向けの双方が配置されていた。運用の都合上、関西本線向けの編成が阪和線で運行されることもあった。
- 101系電車 - 関西本線向けのみ配置されていた。カラーは黄緑6号（鶯色、萌黄色）で、制御車（クモハ100・101）の前面に黄色警戒帯が塗布されており、阪和貨物線を経由して回送されていた。
- 103系電車 - 阪和線向けのみ配置されていた[3]。関西地区で初めて103系が配置されたのは当区である。

## 歴史

### 阪和電気鉄道・南海鉄道山手線時代
- 1929年（昭和4年）7月：阪和電気鉄道阪和天王寺駅（現在の天王寺駅） - 和泉府中駅、鳳駅 - 阪和浜寺駅（現在の東羽衣駅）間の開業に際し、同社の鳳車庫および工場として開設。
- 1940年（昭和15年）12月1日：阪和電気鉄道の南海鉄道への合併に伴い、鳳車庫及び工場も南海鉄道に移管、同社山手線の車庫となる。

### 運輸通信省→運輸省→国鉄時代
- 1944年（昭和19年）
  - 5月1日：南海鉄道山手線の大阪鉄道局天王寺管理部への編入に伴い、鳳電車区を開設。工場は吹田工機部鳳電気車職場となる。
  - 9月：電気機関車用修繕車庫を新築。
- 1949年（昭和24年）10月31日：三検車庫完成
- 1950年（昭和25年）8月1日：天王寺鉄道管理局の発足に伴い、天王寺鉄道管理局鳳電車区となる。また、吹田工機部鳳電気車職場は吹田工場鳳電車職場と改称。
- 1968年（昭和43年）
  - 3月1日：竜華機関区電気機関車修繕設備の完成に伴い、鳳電車区所属の電気機関車を竜華機関区に転属。
  - 3月8日：吹田工場鳳職場閉鎖。
  - 7月10日：新留置線使用開始。
- 1970年（昭和45年）
  - 3月24日：新電留線完成。
  - 10月1日：鳳電車区日根野派出所開設
- 1973年（昭和48年）10月1日：関西本線湊町 - 奈良間電化開業に際し、同線使用車両を受持。
- 1974年（昭和49年）7月1日：鳳電車区日根野派出所を日根野支区に格上げ
- 1976年（昭和51年）12月1日：紀勢本線和歌山駅 - 新宮駅間の電化に先立ち、381系が配置。
- 1977年（昭和52年）4月14日：阪和線旧形電車さよなら運転を実施、営業用所属車両の高性能化を達成。
- 1978年（昭和53年）10月1日：紀勢本線電化に伴い、日根野支区が日根野電車区として独立。配置車両はすべて日根野電車区に転出し、車両配置のない乗務員区所になる。

### JR西日本時代
- 1987年（昭和62年）4月1日：国鉄分割民営化によりJR西日本に継承。
- 1997年（平成9年）3月8日：日根野電車区鳳派出所になり、鳳電車区が廃止[4]。
- 2012年（平成24年）6月1日：日根野電車区鳳派出所が日根野電車区から分離され、乗務員区所として鳳電車区が発足[1]。